# Alberich

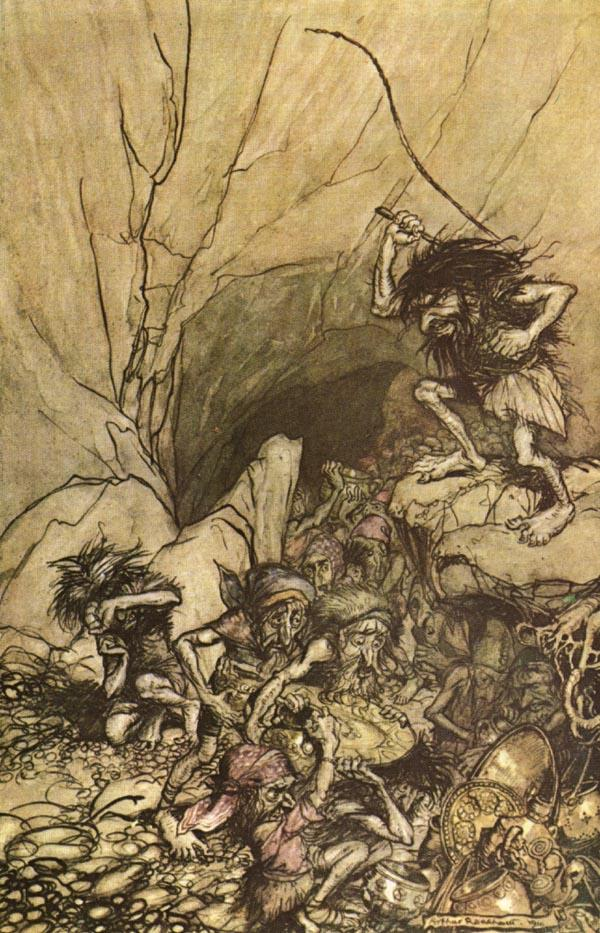
Alberich, por Arthur Rackham.

Alberich fue un legendario hechicero originario de los mitos de la dinastía merovingia de los francos entre los siglos V y VIII, y cuyo nombre significa «rey de los elfos» (elbe 'elfos' reix, rex 'rey'). También es conocido como el «rey de los enanos».
En el Cantar de los nibelungos es un enano que custodia el tesoro de los Nibelungos, pero es vencido por Sigfrido.
En la tetralogía operística de Richard Wagner Der Ring des Nibelungen Alberich es un personaje compuesto principalmente por Alberich, del Cantar de los nibelungos, y Andvari, de la mitología nórdica.